# Eldgryta
Eldgryta (traditionell kinesiska: 火鍋?, förenklad kinesiska: 火锅?, pinyin: huǒ guō) är den kinesiska formen av fondue, "huo guo" eller på engelska "hot pot".
Eldgryta förekommer i ett flertal varianter, varav de vanligaste är den sichuanesiska och den mongoliska som mestadels serveras i Beijing. Eldgryta förekommer också, med annan kryddning, i länder som Vietnam, Kambodja, Thailand och Malaysia (där den kallas ångbåt, på grund av tillagningskärlets likhet med dylik tingest).
Eldgrytan serveras som en mer eller mindre kryddstark buljong över eld, vari man sedan med pinnar för ned kött och grönsaker innan man doppar dem i en "dipsås" för att få en tilltalande smakbrytning. Dipsåsen brukar innehålla saker som sesampasta, jordnötter, sesamolja, sojaolja, chiliolja och lagrad tofu (med smak liknande ädelost). När man äter den nordkinesiska varianten brukar den försiktigt kryddade buljongen serveras i ett mongoliskt kopparkärl, med förtennad insida, som företrädesvis eldas med kol. Dipsåsen innehåller här också alltid finhackad purjolök och koriander.